# Стипль-чез (конный спорт)

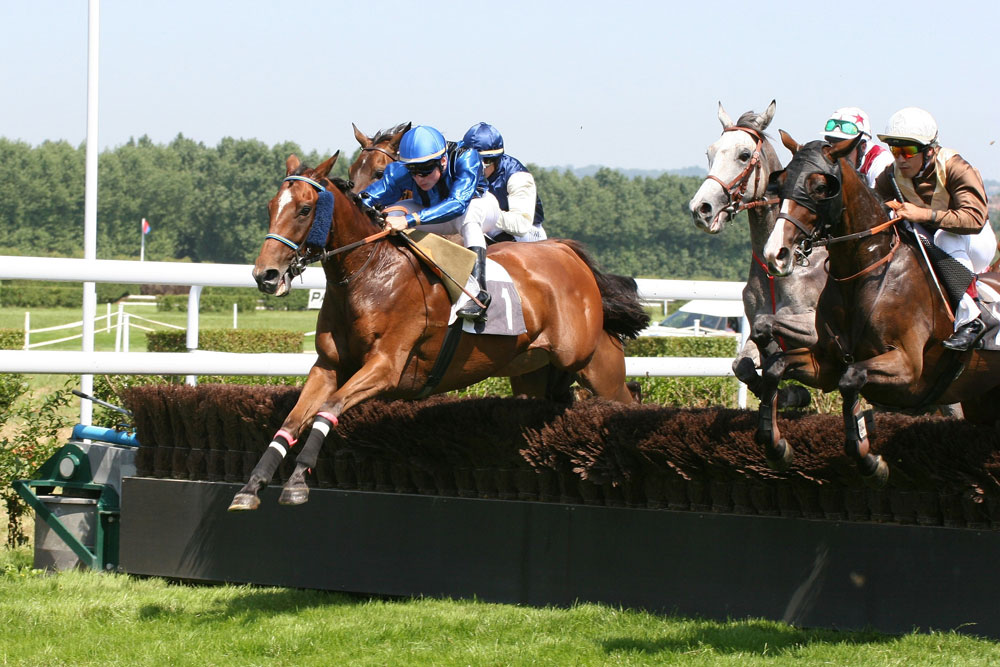
Барьерная скачка через препятствия из хвороста высотой 1 м

Стипль-чез (реже стипл-чейз; англ. steeple-chase) — первоначально скачка по пересечённой местности до заранее условленного пункта, например, видной издалека колокольни (англ. steeple).
Впервые стипль-чез был разыгран в Англии в 1792 году на дистанции 8 миль (около 13 км). В настоящее время стипль-чез разыгрывают на ипподромах или специально оборудованной местности с искусственными неподвижными препятствиями полевого типа: хворостяными засеками, земляными валами, заборами, живыми изгородями, а также сухими и наполненными водой канавами и т. п.
К стипль-чезу допускают лошадей 4 лет — на дистанцию от 1600 до 3200 м, более старшего возраста — на дистанцию 4500—7000 м. Как правило, участниками стипль-чезов становятся лошади, которые не показали выдающихся способностей в 2 и 3 года на гладких скачках (без препятствий). Самыми трудными стипль-чезами считают Большой (Ливерпульский) национальный и Большой Пардубицкий (Чехия). В России стипль-чез разыгрывают на дистанции 4000—6000 м для лошадей чистокровной верховой породы или, что бывает значительно реже, различных помесей чистокровных лошадей с другими верховыми породами. Лошадей, участвующих в стипль-чезах, называют стиплерами, так же, как и их жокеев. Лошадь-стиплер никогда не участвует в гладкой скачке. Её тренируют специально для скачек с препятствиями. Жокей-стиплер также очень редко садится на лошадь-участника гладких скачек.
Одним из самых известных жокеев-стиплеров является британец Тони Маккой, который в одном сезоне 2001—2002 года выиграл 289 барьерных скачек. Всего же с 1992 по 2002 год он выиграл 2211 барьерных скачек и за это достижение был занесён в «Книгу рекордов Гиннесса».

## Соревнования

### Челтенхэмский золотой кубок
Этот стипль-чез проводится с 1924 года в Англии и является одним из самых значимых стипль-чезов в мире. Дистанция этой скачки 5200 м, на дистанции расположены 22 барьера в виде живых изгородей и барьеров из хвороста. Самой знаменитой лошадью этого стипл-чейза стал жеребец по кличке Голден Миллер, который пять лет подряд был непобедим на этом стипль-чезе (с 1932 по 1936 гг.). Другой знаменитой лошадью этого стипль-чеза является знаменитый Аркл, который выигрывал этот стипль-чез трижды, каждый раз оставляя своих соперников далеко позади. С тех пор на Челтенхэмском ипподроме стоит памятник этому выдающемуся победителю.

### Ливерпульский стипль-чез
Этот, самый большой по протяжённости, самый сложный по условиям, самый старый и самый престижный на планете стипль-чез англичане называют Grand National. Впервые этот стипль-чез состоялся в феврале 1836 года. Проходит он ежегодно каждую первую субботу апреля близ Ливерпуля в маленьком городке Эйнтри на одноимённом ипподроме. Дистанция «Гранд Нэшнл» 7250 м, количество барьеров — 30, высота барьеров около 1,5 м. Скачка разложена на два круга, 14 из 16 барьеров, расположенных на кругу, лошади преодолевают дважды, два оставшихся лошади прыгают при подходе к финишной прямой. Старт принимают до 40 лошадей. Самой знаменитой лошадью Ливерпульского Grand National считается гнедой жеребец Рэд Рам, легенда английских скачек с препятствиями. Эта лошадь пять раз стартовала в этом стипль-чезе, три раза была первой, и дважды второй. Памятник Рэд Раму стоит на ипподроме в Эйнтри.

### Пардубицкий стипль-чез
Большой Пардубицкий стипль-чез — второй по значимости, по протяженности дистанции стипль-чез после Ливерпульского, но такой же сложный и тяжёлый. Этот стипль-чез был учреждён чешским графом Зденко Кински, после того, как он стал победителем Ливерпульского стипль-чеза. Впервые состоялся в 1874 году в маленьком чешском городке Пардубицы, за что и получил своё название. Пардубицкий стипль-чез проводится в каждое второе воскресенье октября, часто под осенним дождём, что добавляет сложности лошадям и жокеям. Дистанция Пардубицкого стипль-чеза — 6900 м, четвёртая часть трассы пролегает по вспаханному полю, которое в дождь превращается в густую вязкую жижу. На дистанции 30 препятствий, из которых двадцать семь надо преодолевать дважды. В Пардубицком стипль-чезе принимали активное участие советские конники.
Три года подряд (1957—1959) победителем в Пардубицах становился чистокровный жеребец из СССР Эпиграф (Эльбграф — Гассира) под седлом Владимира Федина, а затем Владимира Прахова. Побеждали здесь и другие советские конники: дважды на первом месте был Грифель с Иваном Авдеевым (1960—1961). В 1962 году победителями стали Габой и его жокей Ростислав Макаров. В 1967 году скачку выиграли Дрезден и его жокей Александр Соколов. В 1987 году Николай Хлудеев на Эроте выиграл этот стипль-чез в последний раз для СССР. Помимо чистокровных верховых лошадей здесь участвовали и лошади будённовской породы. Так, в 1964 году победителем стал жеребец этой породы Прибой (Беж — Паранджа) с жокеем Валентином Горелкиным.
В 1993 году будённовец Риголетто был единственный из всех жеребцов, который не сошел с дистанции, что является уникальным достижением за всю историю скачек. А в 1994 году также будённовский Эрудит под седлом чехов также стал здесь победителем. Трижды в 1981—1983 годах победителем в Пардубицах становился чистокровный жеребец Сагар из СССР, но под седлом чешского жокея. Ещё одним трёхкратным победителем Пардубицкого стипль-чеза стал жеребец Железник и его жокей из Чехословакии Йожеф Ваня в 1988—1990 годах. Главным героем Пардубицкого стипль-чеза является жеребец Корок 1962 г. р. из Словакии, который трижды побеждал в Пардубицах под седлом жокея Вацлава Халупки. Впервые он стартовал в этом стипль-чезе в 1969 году и победил, намного опередив своих соперников. В 1970 отказался прыгать одно из препятствий и до финиша не дошёл, но в 1971 году он в третий раз стартовал в Пардубицах и снова победил. Самым удивительным в победах Корока было то, что жеребец от рождения хромал — одна передняя нога была короче другой! Последняя победа уникального жеребца состоялась в 1972 году.

### Другие знаменитые стипль-чезы планеты
- Стипль-чез в Отое (Франция)
- Мэрилендский стипль-чез (США)
- Колониальный Кубок в Камдене, США, штат Южная Каролина

## Стипль-чез в России
В России барьерные скачки очень немногочисленны. Крупнейшими российскими стипль-чезами являются приз «Эпиграфа» для четырёхлетних лошадей и старше чистокровной верховой породы на дистанцию 4000 м и Большой Всероссийский стипль-чез для лошадей той же породы шести лет и старше на дистанцию 6000 м. Оба стипль-чеза проводятся на Пятигорском ипподроме.